# Liste der österreichischen Botschafter in Belgien
Die Residenz des österreichischen Botschafters in Belgien befindet sich in Brüssel.

## Missionschefs
| Ernannt / Akkreditiert | Name                                     | Bemerkungen                                                        | ernannt während der Regierung von | akkreditiert bei   | Posten verlassen |
| ---------------------- | ---------------------------------------- | ------------------------------------------------------------------ | --------------------------------- | ------------------ | ---------------- |
| 30. Juni 1833          | Moritz Joseph Johann von Dietrichstein   | Gesandter                                                          | Franz II.                         | Leopold I.         | 22. Apr. 1837    |
| 4. Juli 1837           | Bernhard von Rechberg                    | Gesandter                                                          | Ferdinand I.                      | Leopold I.         | 5. Feb. 1839     |
| 5. Aug. 1839           | Maximilian von Handel                    | Gesandter                                                          | Ferdinand I.                      | Leopold I.         | 10. Sep. 1839    |
| 10. Sep. 1839          | Moritz Joseph Johann von Dietrichstein   |                                                                    | Ferdinand I.                      | Leopold I.         | 20. Nov. 1839    |
| 30. Nov. 1844          | Eduard von Woyna                         |                                                                    | Ferdinand I.                      | Leopold I.         | 1. Jan. 1850     |
| 19. Jan. 1850          | Philipp von Neumann                      |                                                                    | Franz Joseph I.                   | Leopold I.         | 14. Jan. 1851    |
| 19. Jan. 1850          | Johann von Zaremba                       | Gesandter                                                          | Franz Joseph I.                   | Leopold I.         | 14. Jan. 1851    |
| 13. Dez. 1851          | Maximilian Joseph Vrints von Treuenfeld  | (* 1802; † 1896) Schwager von Karl Ferdinand von Buol-Schauenstein | Franz Joseph I.                   | Leopold I.         | 5. Juli 1860     |
| 17. Juli 1860          | Carl von Hügel                           |                                                                    | Franz Joseph I.                   | Leopold I.         | 31. Juli 1867    |
| 17. Juli 1860          | Friedrich von Pilat                      | Gesandter                                                          | Franz Joseph I.                   | Leopold I.         | 31. Juli 1867    |
| 25. Apr. 1868          | Karl Friedrich von Vitzthum von Eckstädt | (* 1819; † 1895)                                                   | Franz Joseph I.                   | Leopold II.        | 22. Okt. 1872    |
| 22. Okt. 1872          | Boguslaw Chotek von Chotkow und Wognin   |                                                                    | Franz Joseph I.                   | Leopold II.        | 26. Apr. 1888    |
| 22. Okt. 1872          | Adolf von Beust                          | (* 3. Juni 1848 in München; † 23. März 1919 ebenda) Gesandter      | Franz Joseph I.                   | Leopold II.        | 26. Apr. 1888    |
| 28. Nov. 1888          | Rudolf von Khevenhüller-Metsch           | (* 1844; † 1910)                                                   | Franz Joseph I.                   | Leopold II.        | 6. März 1902     |
| 25. Apr. 1868          | Karl Vitzthum von Eckstädt               | (* 1819; † 1895)                                                   | Franz Joseph I.                   | Leopold II.        | 22. Okt. 1872    |
| 28. Apr. 1902          | Josef Wodzicki von Granow                | (* 1844; † 1902)                                                   | Franz Joseph I.                   | Leopold II.        | 2. Okt. 1902     |
| 6. Dez. 1902           | Siegfried von Clary und Aldringen        | (* 1848; † 1929)                                                   | Franz Joseph I.                   | Leopold II.        | 28. Aug. 1914    |
| 1946                   | Lothar Wimmer                            | Gesandter                                                          | Leopold Figl                      | Karl von Belgien   | 1950             |
| 1950                   | Kurt Farbowsky                           | Geschäftsträger                                                    | Leopold Figl                      | Karl von Belgien   |                  |
| 1953                   | Felix Orsini-Rosenberg                   | Gesandter                                                          | Julius Raab                       | Baudouin I.        | 1950             |
| 1953                   | Martin Fuchs                             |                                                                    | Julius Raab                       | Baudouin I.        | 1958             |
| 1958                   | Ernst Lemberger                          |                                                                    | Julius Raab                       | Baudouin I.        | 1963             |
| 1963                   | Wilhelm Goertz                           |                                                                    | Alfons Gorbach                    | Baudouin I.        | 1965             |
| 1965                   | Johanna Monschein                        |                                                                    | Josef Klaus                       | Baudouin I.        | 1968             |
| 1968                   | Kurt Farbowsky                           |                                                                    | Josef Klaus                       | Baudouin I.        | 1977             |
| 1977                   | Johannes Willfort                        |                                                                    | Bruno Kreisky                     | Baudouin I.        | 1981             |
| 1982                   | Franz Ceska                              |                                                                    | Bruno Kreisky                     | Baudouin I.        | 1988             |
| 1988                   | Heinz Weinberger                         |                                                                    | Fred Sinowatz                     | Baudouin I.        | 1993             |
| 1993                   | Erich Hochleitner                        |                                                                    | Franz Vranitzky                   | Albert II.         | 1995             |
| 1996                   | Wilfried Lang                            | († 1999)                                                           | Franz Vranitzky                   | Albert II.         |                  |
| 1999                   | Thomas Mayr-Harting                      |                                                                    | Viktor Klima                      | Albert II.         | 2003             |
| 2003                   | Franz Cede                               |                                                                    | Wolfgang Schüssel                 | Albert II.         | 2007             |
| 2008                   | Karl Schramek                            |                                                                    | Alfred Gusenbauer                 | Albert II.         | 2015             |
| 2015                   | Jürgen Meindl                            | (* 1965)                                                           | Werner Faymann                    | Philippe (Belgien) |                  |
| 2017                   | Elisabeth Kornfeind                      |                                                                    | Sebastian Kurz                    | Philippe (Belgien) |                  |
| 2023                   | Jürgen Meindl                            | (* 1965)                                                           |                                   |                    |                  |